# Bijelo Polje
Pour les articles homonymes, voir Bijelo Polje (homonymie).
Bijelo Polje (en serbe cyrillique : Бијело Поље), anciennement Akovo sous l'Empire ottoman, est une ville et une municipalité du nord-est du Monténégro, située près de la frontière serbe. En 2003, la ville comptait 15 883 habitants et la municipalité 57 124.
La ville et la municipalité se caractérisent par un peuplement d'origine mixte, avec une majorité relative de musulmans bošnjak.

## Géographie
Bijelo Polje est située dans la vallée du Lim, à proximité des rivières affluentes Bistrica, Ljubovidja et Ljesnica. Bijelo Polje signifie d'ailleurs en monténégrin « champ blanc » en raison de la prospérité de son agriculture.
Elle fait partie de la région géographique du Sandjak (ou Sandžak) qui est partagée entre le Monténégro et la Serbie.
La ville doit une partie de son essor à la ligne de chemin de fer Belgrade-Bar. De nombreuses industries s'y sont installées dont une usine d'eau minérale (Bijela Rada) et une autre de transformation de laine.

## Histoire
Dès l'Antiquité, les Grecs et les Illyriens s'installent dans la région. Plus tard, la ville passe aux mains des Ottomans. Elle est libérée en 1912 lors des guerres des Balkans.
Les monuments les plus célèbres de la ville sont l'église orthodoxe serbe Saint-Pierre, et la mosquée du centre-ville datant de l'époque ottomane.
L'Évangile de Miroslav, réalisé aux alentours de 1180, est  le plus ancien manuscrit enluminé serbe. Il est conservé au Musée national de Belgrade et a probablement été réalisé pour l'église Saint-Pierre de Bijelo Polje à la demande du Prince Miroslav de Hum vers 1180-1190.
Fut un temps où la ville s’appelait "Akovo" en ancien turc, et était un centre de commerce dans l'empire. Cette domination ottomane fait qu'aujourd'hui la première religion de la ville est l'islam sunnite.

## Localités de la municipalité de Bijelo Polje
La municipalité de Bijelo Polje compte 98 localités :

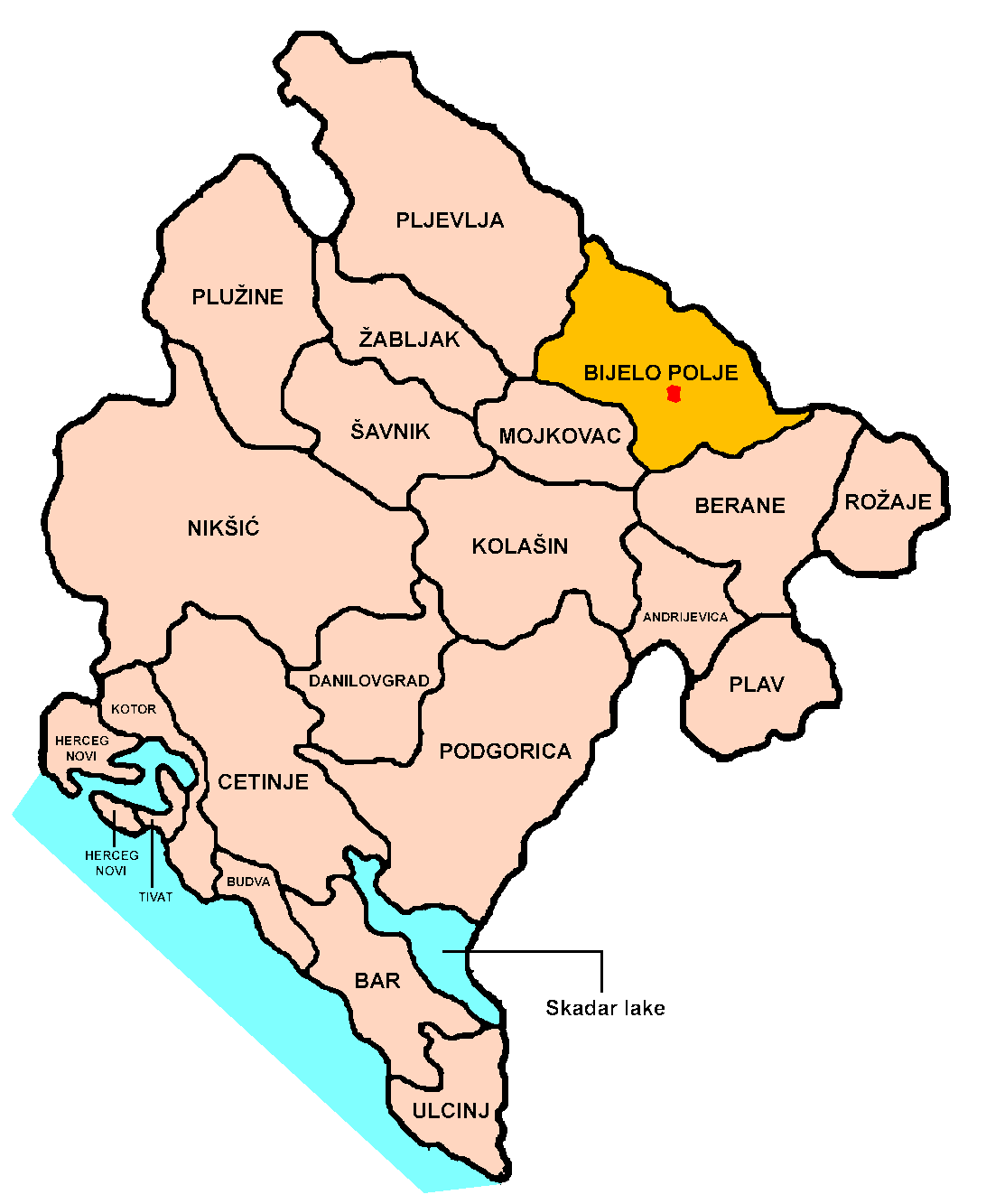
La municipalité de Bijelo Polje

| - Babaići - Barice - Bijedići - Bijelo Polje - Bliškovo - Bojišta - Boljanina - Boturići - Voljavac - Vrh - Godijevo - Goduša - Grab - Grančarevo - Gubavač | - Dobrakovo - Dobrinje - Dolac - Dubovo - Đalovići - Žiljak - Žurena - Zaton - Zminac - Ivanje - Jablanovo - Jabučno - Jagoče - Kanje - Kičava | - Kovren - Korita - Kostenica - Kostići - Kukulje - Lazovići - Laholo - Lekovina - Lijeska - Lozna - Loznica - Lješnica - Majstorovina - Metanjac - Milovo | - Mioče - Mirojevići - Mojstir - Mokri Lug - Muslići - Negobratina - Nedakusi - Njegnjevo - Obrov - Okladi - Orahovica - Osmanbegovo Selo - Ostrelj - Pavino Polje - Pali | - Pape - Pećarska - Pobretići - Poda - Požeginja - Potkrajci - Potrk - Prijelozi - Pripčići - Ravna Rijeka - Radojeva Glava - Radulići - Rakita - Rakonje - Rasovo | - Rastoka - Resnik - Rodijelja - Sadići - Sela - Sipanje - Sokolac - Srđevac - Stožer - Stubo - Tomaševo - Trubine - Ujniče - Unevine - Femića Krš | - Cerovo - Crniš - Crnča - Crhalj - Čeoče - Čokrlije - Džafića Brdo - Šipovice |

## Démographie

### Ville

#### Évolution historique de la population dans la ville
| 1948  | 1953  | 1961  | 1971  | 1981   | 1991   | 2003   | 2010   |
| ----- | ----- | ----- | ----- | ------ | ------ | ------ | ------ |
| 3 547 | 4 029 | 5 856 | 8 925 | 11 927 | 16 586 | 15 883 | 15 400 |

En 2008, la population de Bijelo Polje était estimée à 15 447 habitants.

#### Répartition de la population par nationalités dans la ville
À comprendre ici, que l'implication de certains dans la religion musulmane va amener certains à se considérer comme bosniaques, musulmans, ou monténégrins.

### Municipalité

#### Évolution historique de la population dans la municipalité
| 1948   | 1953   | 1961   | 1971   | 1981   | 1991   | 2003   | 2011   |
| ------ | ------ | ------ | ------ | ------ | ------ | ------ | ------ |
| 36 795 | 41 432 | 46 651 | 52 598 | 55 634 | 55 268 | 50 284 | 46 051 |

Elle connaît une baisse constante de sa population depuis les années 1980, en partie à cause de l'exil de beaucoup de ses habitants vers des nations occidentales en rejoignant la diaspora déjà présente dans certaines nations :
-l'Allemagne
-le Luxembourg
-la Suisse
-la Suède
sont des destinations favorites.
Une grande majorité des expatriés relève de la communauté bosniaque.